# Farmaceutische industrie
De farmaceutische industrie produceert verpakte geneesmiddelen. Ook wordt er in deze type industriesector veel onderzoek en ontwikkeling (R&D) verricht op het gebied van de farmacologie. De fabrikanten van geneesmiddelen opereren meestal mondiaal. Verpakte geneesmiddelen zijn geregistreerd door de registratieautoriteiten.
De trend in de farmaceutische industrie is dat bedrijven kiezen voor een verdere specialisatie in een therapeutische deelmarkt. In deze bedrijfstak fuseren veel ondernemingen om sterker te staan in een concurrerende markt. Onderzoek naar nieuwe geneesmiddelen wordt steeds vaker gecentraliseerd door samenwerkingsverbanden tussen bedrijven om de hoge kosten die hieraan verbonden zijn te kunnen financieren.
De fabrikanten en importeurs leveren meestal de geneesmiddelen aan de groothandel die de distributie aan apotheken, drogisten, supermarkten en benzinestations verzorgen. Soms vindt er een tussenstap plaats, en worden de geneesmiddelen eerst verpakt of omgepakt om geschikt te worden gemaakt voor de nationale markt. Ook hiervoor bestaan speciale bedrijven, farmaceutische contractverpakkers genaamd.